# Grossbeckia gymnopomparia
Grossbeckia gymnopomparia là một loài bướm đêm trong họ Geometridae.